# Азаров Микола Янович
Мико́ла Я́нович Аза́ров, уродж. Пахло (нар. 17 грудня 1947, Калуга, РРФСР, СРСР) — колишній український проросійський політичний і державний діяч, колишній прем'єр-міністр України (11 березня 2010 — 28 січня 2014), колаборант російського походження. Батько Олексія Азарова.
Колишній прем'єр-міністр України (11 березня 2010 — 28 січня 2014) від Партії регіонів, двічі виконувач обов'язків Прем'єра-міністра України (з 5 по 24 січня 2005 та з 3 по 13 грудня 2012), перший віце-прем'єр-міністр та міністр фінансів України в першому та другому урядах Віктора Януковича. Голова державної податкової адміністрації України в 1996—2002 роках. З серпня 2015 року голова організації «Комітет спасіння України», організація вважає себе «законним урядом України в еміграції», не визнає чинну владу України, називає її «військовою хунтою». Після Революції гідності пішов у відставку та утік до Росії разом з Віктором Януковичем та деякими іншими проросійськими політиками. З 2014 перебуває під санкціями Євросоюзу за привласнення державних коштів та корупції в Україні.
Один із співзасновників та колишній Голова (з 23 квітня 2010 по 28 лютого 2014) Партії регіонів.
Із червня 2014 року переховується на території РФ, перебуває у розшуку СБУ.

## Життєпис
Народився 17 грудня 1947 року в Калузі у РРФСР. Батько — Пахло Ян Робертович (1924 р.н.), гірничий інженер, естонець, народився на хуторі Лайузе в Йиґевамаа; мати — Квасникова (Азарова) Катерина Павлівна (1927 р.н.). При народженні отримав ім'я Микола Пахло. Прізвище Азаров, як стверджує сам Микола Янович, успадковане ним від бабусі — Азарової, в якої він перебував у дитинстві на вихованні. Також село, де він ріс, називається Азарово. За іншими даними, після шлюбу взяв прізвище дружини Людмили Азарової. За третьою версією, дошлюбне прізвище дружини Азарова — Мурлан чи Мурлян, а Азарова — дошлюбне прізвище бабусі.
1970 року закінчив Московський державний університет за спеціальністю геолог-геофізик. У студентські роки був помічений за критикою окремих аспектів радянського устрою, а також опозицією до вторгнення у Чехословаччину. Протягом навчання відʼїжджав у ФРН на практику.
З 1971 до 1976 року — начальник дільниці, головний інженер у тресті «Тулашахтоосушення» комбінату «Тулавугілля». У 1976—1984 роках — завідувач лабораторії, потім відділу Підмосковного науково-дослідного і проєктно-конструкторського вугільного інституту, де захистив кандидатську дисертацію.
У травні 1984 року стає заступником директора Українського науково-дослідного і проєктно-конструкторського інституту гірничої геології, геомеханіки та маркшейдерської справи, що розшташований у Донецьку. Отримавши докторський ступінь у 1986 році, він невдовзі очолює інститут. Під час роботу в установі видав книгу «Геологічні моделі золоторудних родовищ Українського щита і Донбасу».
Наприкінці 1980-х років почав займатись громадською діяльністю, підтримуючи курс на Перебудову СРСР. Зокрема, у 1990 році Азаров розглядався як один із кандидатів на посаду голови Донецького обкому КПУ. Того ж року був обраний на альтернативній основі делегатом XXVIII зʼїзду КПРС.
1992 року в Донецьку Азаров на установчому з'їзді проросійського політичного руху «Громадянський конгрес України» був обраний його головою. На основі організації було утворено Партію праці, де Азаров виконував обов’язки голови в 1993-1994 роках. У той час партія була впливовою: її очільник Валентин Ландик обіймав посаду віцепремʼєра в уряді Юхима Звягільського.

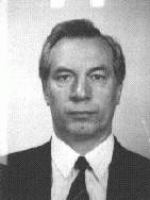
Офіційне фото Азарова на посаді народного депутата України, 1994

У 1994 році Азарова обирають від Петровського виборчого округу Донецька народним депутатом України ІІ скликання від Партії праці. У Верховній Раді він очолює Комітет з питань бюджету. Був одним із трьох народних депутатів, які найчастіше виступали у парламенті.

### Голова Державної податкової адміністрації України
Із обранням Леоніда Кучми Президентом України в 1994 році, набрав політичної ваги «дніпропетровський клан», тоді як позиції «донецьких» під приводом Звягільського, який переховувався від слідства в Ізраїлі, помітно ослабли. Під впливом політичної конʼюнктури, Азаров змінив свою позицію та увійшов до Міжрегіональної депутатської групи, яка підтримувала Леоніда Кучму. У 1995 році він став членом Валютно-кредитної Ради Кабінету Міністрів України, де пробув до 1998 року.
Сам він пояснював свій політичний зліт своєю постійною критикою тодішнього очільника Головної державної податкової інспекції Ільїна, який був прихильником зменшення податкового навантаження. Оскільки це суперечило позиції Кучми, риторика Азарова нібито імпонувала йому. Як результат, у жовтні 1996 року Азаров стає головою новоствореної Державної податкової адміністрації України (ДПАУ). Завдяки збільшенню фіскального тиску, у 1997 році органу вдалося зібрати 1,8 млрд грн податків проти 1,2 млрд грн у попередньому році.
Наприкінці 1990-х років входив до низки державних інституцій, зокрема Вищої економічної Ради Президента України, Міжвідомчої комісії із питань регулювання ринку продовольства, цін і доходів сільськогосподарських товаровиробників, Координаційного комітету по боротьбі із корупцією і організованою злочинністю при Президентові України, Координаційної ради з питань політики фінансового сектора, Національної ради з узгодження діяльності загальнодержавних і регіональних органів та місцевого самоврядування та Ради національної безпеки і оборони України.
У 1998 році збирався знову балотуватись на вибори до Верховної Ради, однак пізніше зняв свою кандидатуру, хоча політичні експерти вважали, що реальної конкуренції в Азарова не було, і він міг безперешкодно увійти в парламент. Після відставки уряду Валерія Пустовойтенка в 1999 році, Азаров розглядався як один з найбільш вірогідних кандидатів на посаду Премʼєр-міністра України, однак головою уряду врешті було призначено Віктора Ющенка.
У той же час Азаров продовжував курс на збільшення збору податків. Восени 2000 року він виступив з ініціативою ухвалення нового податкового законодавства, яке наштовхнулось на суспільну критику. Таким чином, явища, які відбувалися в податковій системі України за часи головування Азарова, в опозиційній, а потім і в економічній пресі, дістали назву «азаровщина». Посадовця, зокрема, критикували за використання ДПАУ в якості інструменту тиску на інакодумців: податкова міліція здійснювала погроми у виданнях, банках та інших закладах, близьких до опозиції.
Розмови Азарова і Кучми, фрагменти яких були оприлюднені майором Мельниченком в листопаді 2000 року, також стали підтвердженням «азаровщини»: стало відомо про застосування штучного податкового та адміністративного тиску на опозиційне видання «Сільські вісті» з метою доведення його до вимушеного банкрутства та банку «Словʼянський», який повʼязували із Юлією Тимошенко.
Азарова також критикували за утворення заборгованості ДПАУ перед банком «Україна» в 1999 році, що посприяло його краху. У 2002 році посадовець піддався критиці за лобіювання інтересів російської корпорації ТНК через надання їй податкових пільг. Сам Азаров відкидав ці звинувачення.
Восени 2000 року Партія праці, де Азаров був одним із лідерів, Партія регіонального відродження України (Володимир Рибак), партія «Солідарність» (Петро Порошенко), партія «За красиву Україну» (Леонід Черновецький) та Всеукраїнської партії пенсіонерів (Олексій Капуста) офіційно обʼєднались в Партія регіонального відродження «Трудова солідарність України». На зʼїзді партії в березні 2001 році партія була перейменована в Партію Регіонів, а Микола Азаров був обраний її головою, але через півроку подав у відставку. За даними соціологічних опитувань, ДПАУ мала вкрай низьку підтримку серед населення, а тому якби її очільник Азаров лишився головою партії, вона би програла парламентські вибори 2002 року. У квітні 2003 року на 5-му з'їзді Партії регіонів обраний головою політради.
Протягом 2001-2002 років завдяки дієвому використання ДПАУ в якості засобу тиску на опозицію та наявності в Азарова власної політичної сили, він вважався одним із фаворитів Кучми на посаду Премʼєр-міністра України. За даними Дзеркала Тижня, навесні 2001 року Азаров вів переговори з різними політиками щодо формування власного кабінету міінстрів.

### Перший уряд Януковича

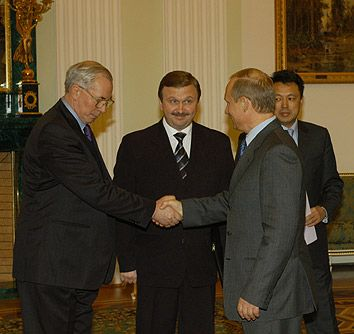
Зліва направо: Микола Азаров, заступник премʼєр-міністра Білорусі Андрій Кобяков, президент Росії Володимир Путін, заступник премʼєр-міністра Казахстана Сауат Минбаєв, 2003 рік

У листопаді 2002 року було сформовано новий уряд на чолі з Віктором Януковичем, де Азаров обійняв посаду Першого віцепрем'єр-міністра України, міністра фінансів України. Ставши міністром, він почав лобіювати перегляд Податкового кодексу задля зменшення ПДВ до 17% і нижче, попри своє попереднє прагнення збільшувати фіскальний тиск.
В уряді, за різними оцінками, саме Азаров виконував основний масив роботи, оскільки Янукович був активно залучений у підготовку до президентської кампанії. Зокрема, Азарову приписують ініціювання нового українсько-російського зближення. У 2003 році він став керівником української делегації та робочої групи із розробки базового документу зі створення Єдиного економічного простору. Через це Азарова критикували інші міністри: міністр економіки та європейської інтеграції Валерій Хорошковський і міністр закордонних справ Костянтин Грищенко .
Під час конфлікту навколо острова Тузла, Азаров продемонстрував чітку позицію, заявивши, що уряд знайде гроші для облаштування прикордонної застави на острові, оскільки «для захисту національних інтересів України завжди знайдуться кошти». Він заявив про доцільність термінових переговорів із Росією задля пошуку компромісів, а інакше Україна «залишає за собою право вжити необхідних заходів згідно із міжнародним правом».
За результатами 2004 року, ВВП України зріс на рекордні 12%. За даними Державного комітету статистики України, найбільше зростання спостерігалося в машинобудівній галузі, будівництві; відзначалося швидке зростання залишків вкладів в банківський системі та двозначне зростанні інвестицій в основний капітал (131,3 % 2003 р., 128,0 % 2004 р., пор. 101,9 % 2005 р.). Тим не менш, Азарова також критикували за відсутність трансформації економічних показників у соціальні, адже пенсії та мінімальні зарплати тривалий час не зростали. Однак апередодні президентських виборів 2004 року уряд пішов на підвищення основних соціальних виплат.
У грудні 2004 року Азаров став в.о. Премʼєр-міністра України у звʼязку із відпусткою, а згодом відставкою Януковича. У новорічну ніч після перемоги Віктора Ющенка на виборах він був присутній на Майдані в одному ряді із родиною та найближчими споборниками новообраного Президента. Однак Ющенко пізніше заявив, що нікого (у тому числі Азарова) із старої владної команди в новому уряді не буде. 4 лютого 2005 року відправлений у відставку у звʼязку із призначенням Юлії Тимошенко.

### Другий уряд Януковича
У березні 2006 року був обраний до Верховної Ради за списком Партії регіонів. Тоді Азарова розглядали як вірогідного Голову Верховної Ради, однак у серпні 2006 його знову призначено на посаду Першого віцепрем'єр-міністра та міністра фінансів в уряді Віктора Януковича. Економічний блок уряду фактично сформували Азаров разом із Клюєвим, які лишили людей, близьких до Ріната Ахметова, без міністерських портфелей, що сприяло створенню двох окремих груп всередині Партії регіонів.
У грудні 2006 року Азаров вручив Орден «За відродження України» І ступеня депутату Держдуми РосіїКостянтину Затуліну, якого перед тим було оголошено персоною нон ґрата в Україні через участь політика в акціях протесту в Криму проти проведення навчань України і НАТО «Сі-Бриз-2006».
В уряді Азаров просував пільги для експортерів, за що його критикувала опозиція, навколо якої обʼєднались імпортери, а також підтримував створення національної програми із розвитку науково-технічної сфери. За результатами 2007 року, ВВП України зріс на 8,2%. За власними словами, Азаров був основним автором економічної програми урядів Януковича та автором 14 бюджетів України.
У листопаді 2007 року став народним депутатом України VI скликання за списками Партії регіонів. У Верховній Раді очолив Комітет з питань фінансів і банківської діяльності. 18 грудня 2007 року був відправлений у відставку з посади Першого віцепремʼєр-міністра і міністра фінансів у звʼязку із призначенням нового уряду.

### Прем'єр-міністр України
У березні 2010 року Партія регіонів висунула Азарова кандидатом у прем'єр-міністри. 11 березня його було обрано, за проголосували 242 з 450 депутатів. Виступаючи в парламенті, Азаров заявив, що приймає країну у вкрай важкому становищі через дії уряду Тимошенко: "скарбниця держави - порожня, економічний спад продовжується, державний борг - збільшився втричі, бюджет на 2010 рік - відсутній". Пізніше заявляв, що попередній уряд завдав Україні збитків на суму 100 млрд гривень, за що Тимошенко та інші дотичні посадовці мають понести кримінальну відповідальність.
Із призначенням уряду Азарова була налагоджена підготовка до проведення Євро-2012, зокрема активізувалося будівництво автошляхів, аеропортів, стадіонів тощо. Тим не менш, процес спорудження інфраструктурних об'єктів характеризувався масштабними «відкатами», які за різними оцінками сягали понад 40% від вартості об'єктів. За словами експертів, загалом за часів уряду Азарова розміри «відкатів» збільшились у 2-3 рази.

#### Податкова реформа
Одною із ключових реформ уряд Азарова вбачав спрощення системи оподаткування та зниження його ставки. Тим не менш, проєкт Податкового кодексу, який був ухвалений Верховною Радою в листопаді 2010 року, фактично передбачав суворіше регулювання малого та середнього бізнесу, і водночас забезпечення широкого переліку пільг для великого бізнесу, у першу чергу олігархічного. Хоча уряд справді домігся зниження відсотокових ставок та кількості податків і зборів, це зниження було компенсоване впровадженням авансів у сплаті податку на прибуток та іншими нововведеннями, через які податковий тиск значно посилився.
Як результат, ухвалення нового Податкового кодексу спричинило масові протести — «Податковий майдан» у листопаді-грудні 2010 року. Мітингувальники не домоглись повного успіху: остаточний кодекс було ветовано лише частково. Пізніше було розпочато кримінальні переслідування проти учасників протестів. Сам Азаров стверджував, що допити підприємців, які протестували проти податкового законодавства, не вважає переслідуванням, оскільки вони «своїми діями завдають шкоду державі».
Запровадження нового Податкового кодексу зумовило погіршення інвестиційного клімату та значне скорочення кількості фізичних осіб-підприємців в Україні.

#### Соціальна політика
У липні 2011 року уряд Азарова розпочав проведення пенсійної реформи, зумовленої хронічним дефіцитом Пенсійного фонду України, який у 2010 році сягнув 2,5% ВВП. Ключовим заходом реформи стало поступове збільшення пенсійного віку для жінок та страхового стажу. Також планувалося запровадження накопичувальної системи як складової пенсійного забезпечення населення, однак ця складова була відкладена, і в подальшому нереалізована.
Тим не менш, пенсійна реформа не вирішила основну проблему наявної солідарної пенсійної системи - урівноваження дохідної та видаткової частин бюджету ПФУ: у бюджеті 2014 року на фінансування дефіциту ПФУ було закладено 22,1 млрд гривень, що майже дорівнює показнику 2010 року. Основною перешкодою, за оцінками економістів, була тіньова економіка, що не сплачує податки в бюджет, та яка збільшилась внаслідок запровадження нового Податкового кодексу. Також виділяли демографічну проблему, яка унеможливлює забезпечення старіючого населення особами працездатного віку за солідарної системи.
За часів роботи уряду Азарова існували проблеми із своєчасною виплатою заробітних плати для працівників бюджетної сфери: викладачів, медиків, працівників ЖКГ, що спричинило акції протесту в Житомирі, Львові і Тернополі.

#### Зовнішня політика
Зовнішня політика уряду Азарова характеризувалася балансуванням між Заходом і Росією. Також відзначались спробами прорватись за межі традиційних зовнішніх ринків, налагодити стосунки з потенційними партнерами в Латинській Америці та у Східній Азії.
25 березня 2010 року на зустрічі із Володимиром Путіним заявив, що відносини Росії та України можуть бути початі «з чистого аркуша». Для переговорів із російською стороною українська делегація привезла ряд пропозицій з економічного співробітництва. У липні 2010 року Азаров повідомив, що уряд України веде перемовини про створення газотранспортного консорціуму між Україною, Європейським Союзом і Росією.
У квітні 2010 року Україна підписала «Харківські угоди» із Російською Федерацією, що передбачали розміщення Чорноморського флоту РФ у Севастополі до 2042 року в обмін на знижку на газ. Як зазначав сам Азаров, без такої знижки ціна на газ для України становила би $546 за тисячу кубометрів. Тим не менш, ціна все ще лишалася найвищою у Європі, і сам Азаров це визнавав, стверджуючи у 2012 році, що Харківські угоди фактично не дали зниження цін. У жовтні 2013 року Азаров називав тодішню ціну на газ в $410 за тисячу кубометрів завищеною, а сам контракт кабальним, оскільки за його словами, Україна за останні три роки переплатила за імпорт газу 20 млрд доларів. При цьому він заявляв, що не дозволить розбіжностям з приводу газового питання зробити Росію ворогом для України. Водночас у 2013 році Азаров припускав, що Україна може почати купувати газ у Європі найближчим часом через високу ціну російського палива.
Хоча сам політик не приховував своєї прихильності до більш тісної співпраці в рамках Митного союзу, він врешті не зміг домогтись зниження ціни на російський газ. За часів роботи уряду Азарова в російсько-українських відносинах було кілька епізодів торгово-економічного протистояння, ініційованого Росією, такі як «сирна війна» 2012 року і «шоколадна війна» та експортна блокада 2013 року.
Водночас за часів уряду Азарова було досягнуто успіхів у підготовці Угоди про асоціацію між Україною та Європейським Союзом. 30 березня 2012 року цю угоду було парафовано, однак проблемою на шляху до підписання лишались переслідування опозиції та увʼязнення її представників, зокрема Юлії Тимошенко. Урешті в травні 2013 року Європейська комісія схвалила проєкт рішення.

#### Економічна політика
Більшість ініціатив уряду Азарова реалізувалися в суттєвому погіршенні макроекономічних показників. З одного боку, на момент відставки премʼєр-міністра було забезпечено істотне зростання мінімальних зарплат - на 40% з 2010 року. У той же час, збільшення соціальних виплат не відповідали економічним показникам: ВВП України за цей період збільшився на 33% у номінальному вимірі.
Зростання заробітних плат, поруч із вищими податками, призвели до зростання собівартості продукції національного товаровиробника на тлі дефляції - у 2012 році вона сягнула 0,2%, що на думку експертів, свідчило про економічну стагнацію та падіння ділової активності. Як наслідок, національний виробник ставав неконкурентним, що спричинило заміщення на внутрішньому ринку української продукції імпортом: за 2010-2013 роки ввезення товарів зросло на 39%.
Національний банк України за часів уряду Азарова фактично втратив незалежність у питанні курсової політики, оскільки фіксований курс гривні був одним із пріоритетів тодішньої економічної політики. Золотовалютні резерви України, які використовували для підтримки курсу на рівні близько 8 гривень за долар США, скоротились із $38 млрд у квітні 2011 року до $17 млрд у січні 2014 року. Крім того, політика утримання економічно необґрунтованого курсу валют спричиняла регулярну кризу ліквідності, яка спричиняла зростання ставок на міжбанківському ринку. Як наслідок, кредити для бізнесу ставали значно дорожчими - підприємці мали сплачувати по 20-30% відсотків річних, що гальмувало економічне зростання.
За час правління Азарова в України суттєво збільшився державний борг: із 227 млрд гривень у 2010 році до 480 млрд гривень у 2013 році. Одною із ключових проблем була велика заборгованість НАК «Нафтогаз» внаслідок необґрунтовано низьких тарифів на газ. Протягом 2013 року низка експертів прогнозувало дефолт в Україні до кінця року. За різними оцінками, саме загроза дефолту змусила Януковича піти на отримання російського кредиту в розмірі $15 млрд у грудні 2013 року, який міг вплинути на зміну зовнішньополітичного вектору України.
Останні 6 місяців 2012 року економіка України скорочувалась, що, як зазначають економісти, було частково повʼязано із негативною конʼюнктурою на світових ринках та кризою в Європі. За підсумками 2013 року ВВП України мало 0% зростання.

#### Призначення другого уряду Азарова
3 грудня 2012 року Азаров подав у відставку у звʼязку із обранням в народні депутати разом із своїм урядом. За два роки роботи уряду, рейтинг довіри населення до Кабінету Міністрів суттєво впав, а експерти вважали, що Азарова можуть не перепризначити після відкриття нової Верховної Ради. Тим не менш, 9 грудня тодішній президент Віктор Янукович вніс у Верховну Раду подання про призначення Азарова на посаду Премʼєр-міністра України, а 13 грудня парламент проголосував за призначення нового уряду.
Другий уряд Азарова істотно змінив склад: туди увійшли Сергій Арбузов, Олександр Клименко, Віталій Захарченко, яких повʼязують із «сімʼєю Януковича». За оцінками експертів, також суттєво збільшився вплив Ріната Ахметова на уряд. У січні 2013 року Янукович звинуватив уряд Азарова в саботажі економічних реформ та заявив, що покладає великі надії на команду молодих новопризначених міністрів.

#### Євромайдан

Країни, де Азаров під санкціями

21 листопада 2013 року уряд на чолі з Миколою Азаровим розпорядився призупинити підготовку до укладання Угоди про асоціацію між Україною та ЄС, що призвело до Євромайдану.
24 листопада 2013 року, в інтерв'ю російському «Першому каналу» Азаров заявив, що на його думку під час Помаранчевої революції було «втілено технологію повалення законного уряду», натомість з Євромайданом влада «не має наміру гратися». Азаров обґрунтував рішення уряду про призупинення укладання Угоди рецесією, обсягами світової кризи, існуючими умовами фінансового ринку та економічним тиском РФ.
Одною із вимогою учасників протестів була відставка уряду Азарова. 3 грудня 2013 року Верховна Рада провалила голосування за відставку уряду, ініційоване опозицією.
22 січня 2014 року, Азаров назвав учасників події в центрі Києва терористами та злочинцями, які повинні відповісти за свої дії.28 січня 2014 року Азаров подав у відставку з посади Прем'єр-міністра України «з метою створення додаткових можливостей для суспільно-політичного компромісу», яку цього ж дня затвердив президент. Разом з прем'єром пішов у відставку і весь його уряд. Згідно з Конституцією України,

| Уряд, відставку якого прийнято президентом, за його дорученням продовжує виконувати свої повноваження до початку роботи новосформованого Кабміну, але не довше ніж шістдесят днів. |.

### Після відставки
Після відставки, Азаров втік з України до Австрії. 28 лютого 2014 року, уряди Австрії та Швейцарії оголосили про арешт його активів з метою запобігання ризику незаконного привласнення фінансових активів української держави.
5 березня 2014 року, Рада ЄС ухвалила блокування коштів Януковича, його синів Олександра і Віктора, Азарова і його сина Олексія, братів Андрія і Сергія Клюєвих, Віктора Пшонки та його сина Артема, Сергія Курченка — загалом 17 осіб з числа колишніх урядовців та наближених до екс-президента Януковича, які підозрюються в незаконному використанні бюджетних коштів Згодом Азаров з сім'єю переїхав до Росії, не відмовившись від українського громадянства.
У лютому 2015 року Азаров у Москві представив книгу «Україна на роздоріжжі». Того ж місяця закликав створити «український уряд у вигнанні».
У серпні 2015 року, Азаров разом з іншими колишніми високопосадовцями України часів президентства Януковича, заснував «Комітет порятунку України», що виступив з позицій антиукраїнської російської пропаганди: з метою «прорвати блокаду київських та західних ЗМІ щодо державного перевороту в Україні, його наслідків, мілітаризації країни, зубожіння її населення, героїзації нацизму, терору проти інакодумства, цензури у ЗМІ, жахливого розгулу корупції».
20 серпня 2015 року, МЗС України анулювало дипломатичний паспорт Азарова як особи, що втратила підстави для користування цим паспортом і не повернула його до МЗС у передбачений термін.
4 лютого 2016 року, Апеляційний суд Києва постановив, що арешт пенсійного рахунку колишнього прем'єр-міністра України Миколи Азарова був незаконним. Колегія суддів вирішила, що арешт на пенсію, як соціальну виплату, з метою її конфіскації не може бути накладено. Суд не звернув увагу, та в матеріалах справи були відсутні данні попередніх переплат до пенсії Азарова. Сам, колишній прем'єр-міністр Микола Азаров, вважає злочинцями суддю і слідчих, які арештували його пенсію, про це він написав у соцмережі в грубій формі. 12 квітня Апеляційний суд Києва все ж визнав законним арешт 2,3 млн гривень на рахунку Азарова в Ощадбанку, визнавши, що накопичення на банківських рахунках можуть бути предметом арешту .
8 грудня 2016 року була виявлена квартира з речами Азарова. Серед речей Миколи Азарова були знайдені десятки ікон та релігійних книг, датованих 19 століттям, оригінали (відповідно до висновків експертів) творів живопису Іллі Рєпіна, Василя Тропініна та Нікоса Сафронова, столове срібло, пам'ятні монети, нагородна зброя з дозволами на власне ім'я, козацька шабля та важливі документи.
У 2017 році представив книгу «Уроки Майдана. Україна після перевороту» та історичний роман-епопею «Долю не обирають».
2022 року, після повномасштабного вторгнення РФ до України, Азаров виправдав вторгнення, заявивши, що "НАТО прагнуло розпочати наступ на Росію, розмістивши війська в Україні", а Україна "планувала почати військову операцію на Донбасі 25 лютого 2022 року"

## Санкції

### Міжнародні
З березня 2014 року Микола із сином Олексієм перебували під санкціями ЄС. У січні 2016 року їх частково зняли.
6 березня 2020 року ЄС зняв санкції щодо Едуарда Ставицького та Азарова. Вони перебували в санкційному списку з 2014 року за розкрадання державних коштів України або зловживання службовим становищем. 24 грудня 2020 року Суд ЄС скасував рішення щодо санкцій на Азарова. Євросуд дійшов висновку, що Рада ЄС не проконтролювала дотримання українськими судами права Азарова на судовий захист в кримінальному процесі. Проте, Азаров знаходиться в списку спеціально позначених громадян і заблокованих осіб США.
У червні 2024 року Канада ввела економічні санкції проти соратників Януковича, зокрема, проти Азарова.

### Україна
18 листопада 2023 року РНБО України продовжила санкції щодо Азарова на 10 років.

## Розслідування

### Державна зрада
16 лютого 2021 року, НАБУ поновило досудове розслідування у кримінальному провадженні стосовно Азарова. Розслідування було зупинено постановою детектива НАБУ 1 лютого 2021 року, але 16 лютого ВАКС задовольнив клопотання захисника Азарова і скасував цю постанову.
24 березня 2021 року Азарову було оголошено про підозру в державній зраді за погодження проекту «Харківських угод». У фабулі звинувачення було зазначено, що «20 квітня 2010 року, перебуваючи на території РФ, … погодився на нав'язані представником іноземної держави — президентом РФ Дмитром Медведєвим умови продовження терміну перебування Чорноморського флоту РФ на території України на 25 років під приводом отримання знижки на газ. І з 21 по 23 квітня 2010 року він забезпечив погодження проєкту Угоди між Україною та РФ з питань перебування Чорноморського флоту РФ на території України». Азарова також звинувачують у тому, що "у квітні 2010 року на закритому засіданні Кабінету Міністрів підписав розпорядження про схвалення угоди урядом України і, порушуючи закон «Про міжнародні договори України», вніс проект угоди на розгляд президенту.
20 жовтня 2021 року Печерський суд Києва заочно обрав Азарову запобіжний захід у вигляді тримання під вартою, що дає змогу обвинуваченню почати процедуру екстрадиції.
31 грудня 2022 року Азаров подав позов до ОАСК з вимогою в адресу СБУ внести до РНБО подання щодо зняття санкцій.

### Виправдовування агресії РФ
18 січня 2024 року ГПУ скерувала до суду обвинувальний акт проти Азарова, який обвинувачувався у закликах до насильницької зміни та повалення конституційного ладу, здійсненні інформаційної діяльності у співпраці з РФ та виправдовуванні, визнанні правомірною, запереченні її збройної агресії проти України. Слідством було встановлено, що Азаров здійснює інформаційну діяльність на боці РФ. Зокрема, бере участь в ефірах на російському телебаченні, пропагуючи російські наративи та намагається дискредитувати Україну. Він виправдовує війну рф проти України та окупацію. Азаров називав Бучанську різанину «фейком», закликав до «денацифікації» і насильницької зміни української влади та запевняє, що «спеціальна операція путіна врятувала Донецьк від захоплення».
У березні 2024 року проти Азарова та його помічниці відкрито провадження за публікації антиукраїнських матеріалів у Телеграмі. У жовтні 2023 року суд заарештував чиновницю київської РДА, яка вела Telegram-канал Азарова, їй оголосили про підозру.

## Звання та нагороди
- Доктор геолого-мінералогічних наук (1986), професор (1991), член-кореспондент Національної академії наук України (1997)[101]
- Державний службовець І рангу, радник Податкової служби І рангу, почесний працівник податкової служби.
- Лауреат Державної премії України в галузі науки і техніки (2004)[102].
- Заслужений економіст України (1997)[103].
- Кавалер ордена князя Ярослава Мудрого V ступеня, ордена «За заслуги» I, ІІ (1999)[104] і III (1996)[105] ступенів.
- Кавалер ордена Пошани (Росія, 17 грудня 2012 року)[106], ордена Дружби (Росія, 6 грудня 2007 року)[107].
- Кавалер Ордену Святого Рівноапостольного князя Володимира (УПЦ МП)
- Великий командор ордена православних хрестоносців святого храму гробу Господня з врученням золотого хреста, корони, вінка і зірки (15 березня 2011)[108].
- Відзнака предстоятеля УПЦ МП (№ 002) — вручена 4 січня 2013 року[109].
- Почесний громадянин Донецької області[110].
- Почесний професор МДУ[111].
- Академік Російської академії наук (травень 2025)[112]

Позбавлений державних нагород України та інших форм відзначення згідно Указу Президента.
Президент Литви Гітанас Науседа позбавив Азарова державної нагороди Литви.

## Особисте життя
Мешкав на державній дачі в Конча-Заспі.
- Дружина Людмила Миколаївна Азарова (нар. 1946 р.), викладачка, заслужений працівник освіти України[12][117].
  - Син Олексій Миколайович Азаров (нар. 13 липня 1971 р.)[118] — бізнесмен, депутат, інженер за фахом. У 2002—2003 рр.. Олексій Азаров був радником прем'єр-міністра Віктора Януковича[117]
    - Одна онука (нар. 2007 р.)[119]
- Мати Катерина Павлівна Квасникова — живе в Калузі (РФ)[120].
- Веде канал на YouTube.[121]
- Має аккаунт у Twitter[122]

## Критика

### Мова
Миколу Азарова критикують за те, що він не користується українською мовою під час публічних виступів у Верховній Раді, на засіданнях Уряду, та у своїх інтерв'ю. Іноді під час доповідей у ВРУ користувався російськими і українськими словами одночасно:
|  | Стаття третя вилучена. Потім, Адаме Івановичу, и уважаемые народные депутаты, мы проголосуем статьи в той нумерации, в какой они сейчас розданы вам в материалах, а потом отредактируем и приведем у відповідність номера этих статей |

19 грудня 2006 року з ложі уряду у залі ВРУ під час обговорення бюджету на 2007 рік, у відповідь на репліку опозиціонерів, Азаров сказав депутатам:
|  | Да пошли вы. Для вас это игры, а для меня — вся жизнь. |

Азаров у заяві про складання депутатських повноважень у вересні 2006 назвав свою посаду «віце-прем'ер-міністр» (замість правильного віце-прем'єр-міністр).
2 червня 2010 року у виступі на відкритті засідання Кабміну Азаров сказав: «…в країні сформувался цілий прошарок кровосісів бюджетних коштів».

13 лютого 2012 року житель м. Лисичанська Віталій Шведов подав позов на Азарова до Вищого адміністративного суду України з вимогою скасувати постанову ВРУ про призначення Азарова прем'єр-міністром. Причиною позову є невідповідність Азарова вимогам законодавства в частині володіння державною мовою. Відомий український мовознавець, професор Олександр Пономарів 2013 року заявив:
|  | Азаров — це взагалі клінічний випадок. Я більше таких не знаю. Його навчити українській мові неможливо. |

Є автором виразів та слів, які увійшли в обіг як меми — «кровосіся» (В Україні «сформувався цілий прошарок кровосісів»), папєрєднікі (про попередній уряд Тимошенко), «пісянний» (конкурс Євробачення), «не треба скігліти, треба браті лопату і годувати свою сім'ю».

### Українофобія
1992 року Азаров став одним із засновників Громадянського конгресу України, який проголосив своєю ідеологією захист інтересів російськомовної меншини і який деякі ЗМІ визначали як «збіговисько українофобів, з якого вийшли багато діячів, які вирішили свої особисті і життєві проблеми на ниві розпалювання ненависті до нашої країни».
Після приходу до влади 2010 року, уряд Азарова і самого прем'єра активніше пов'язують з українофобією. Так, у липні 2010 Юлія Тимошенко заявила, що «майже весь уряд Януковича є українофобами. Це люди, які апріорі не люблять Україну і всі наші цінності». 16 грудня 2010 року Львівська міська рада ухвалила заяву, в якій від Президента України вимагається «відставка одіозних членів попереднього складу Кабінету міністрів, що заплямували себе проявами соціальної та національної українофобії (М. Азарова, С. Тігіпка, Д. Табачніка та ін.)».
Під час опитування в серпні 2011 р. інформаційною агенцією УНІАН експертів з українофобії щодо п'ятірки найактивніших українофобів часів Незалежності, Леопольд Табурянський, Брати Капранови та Олександр Палій включили до цієї п'ятірки Азарова.

### Тиск на пресу
Прем'єр-міністр Азаров разом з президентом Януковичем і міністром МВС Захарченком стали найбільшими ворогами української преси у 2012—2013 роках за результатами щорічного дослідження Інституту масової інформації та Незалежної медіа-профспілки.

## Доходи
У декларації про доходи 2009 року значиться, що Азаров ніколи не займався бізнесом, жив на одну зарплату, в ній не вказано автомобілів, дач, будинків, земельних ділянок, серйозних рахунків в банку, лише одна квартира. При цьому, з його пов'язано великий перелік елітної нерухомості: будинки, санаторії під Києвом та в Криму, які змінили власника фактично так само, як у випадку Януковича і «Межигір'я».
У грудні 2012 року Азарову нарахували 33 980 гривень заробітної плати за роботу Премʼєр-міністра України, що відповідало 4 252 доларів США в еквіваленті.

## Мультимедіа
- Микола Азаров став прототипом персонажа Азірова в українському сатиричному мультсеріалі Казкова Русь